# 福建畸脈姬蜂
福建畸脈姬蜂（學名：Neurogenia fujianensis）為姬蜂科櫛足姬蜂亞科畸脈姬蜂屬（Neurogenia）的一種。其种加词“fujianensis”意为“福建的”。

## 分布
本種目前分布於台灣、中國大陸。